# Poemenia pacifica
Poemenia pacifica là một loài tò vò trong họ Ichneumonidae.